# Agelanthus combreticola
Agelanthus combreticola là một loài thực vật có hoa trong họ Loranthaceae. Loài này được (Lebrun & L.Touss.) Polhill & Wiens mô tả khoa học đầu tiên năm 1992.